# Velendschak

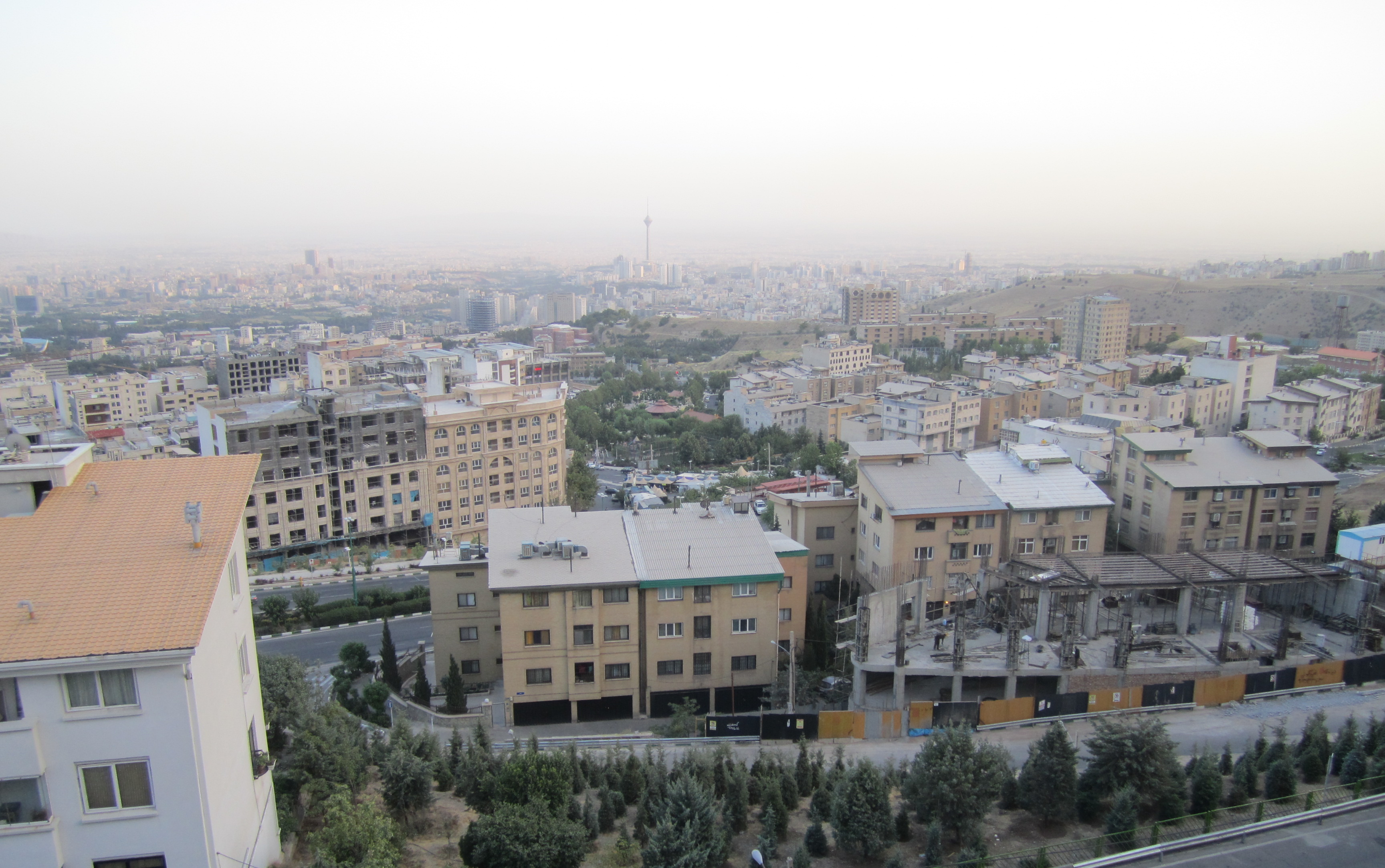
Ein Blick auf Teheran; im Vordergrund ist das Velendschak-Viertel.

Velendschak (persisch ولنجک, DMG Velenjak) ist ein Stadtteil im Bezirk Schemiran im Nordwesten von Teheran. In ihm befindet sich die Schahid-Beheschti-Universität für Medizinische Wissenschaften und Gesundheitsdienste.